# Browerville
Browerville är en ort i Todd County i Minnesota. Vid 2010 års folkräkning hade Browerville 790 invånare.

## Kända personer från Browerville
- LaVyrle Spencer, författare